# Wahlbezirk Tirol 21
Der Wahlbezirk Tirol 21 war ein Wahlkreis für die Wahlen zum Abgeordnetenhaus im österreichischen Kronland Tirol. Der Wahlbezirk wurde 1907 mit der Einführung der Reichsratswahlordnung geschaffen und bestand bis zum Zusammenbruch der Habsburgermonarchie.

## Geschichte
Nachdem der Reichsrat im Herbst 1906 das allgemeine, gleiche, geheime und direkte Männerwahlrecht beschlossen hatte, wurde mit 26. Jänner 1907 die große Wahlrechtsreform durch Sanktionierung von Kaiser Franz Joseph I. gültig. Mit der neuen Reichsratswahlordnung schuf man insgesamt 516 Wahlbezirke, wobei mit Ausnahme Galiziens in jedem Wahlbezirk ein Abgeordneter im Zuge der Reichsratswahl gewählt wurde. Der Abgeordnete musst sich dabei im ersten Wahlgang oder in einer Stichwahl mit absoluter Mehrheit durchsetzen. Der Wahlkreis Tirol 21 umfasste die Gerichtsbezirke Borgo, Strigno und Levico.
Aus der Reichsratswahl 1907 ging Guido Gentili von der Trentiner Volkspartei als Sieger hervor. Er erzielte 72 Prozent der Stimmen im ersten Wahlgang, dahinter folgte der Kandidat der Italienisch-Nationalen Partei mit 26 Prozent. Bei der Reichsratswahl 1911 konnte Gentili sein Mandat verteidigen und seinen Stimmenanteil, dank des Nichtantretens der Nationalliberalen, auf 88 Prozent steigern.

## Wahlen

### Reichsratswahl 1907
Die Reichsratswahl 1907 wurde am 14. Mai 1907 (erster Wahlgang) durchgeführt. Eine Stichwahl entfiel auf Grund der absoluten Mehrheit von Guido Gentili im ersten Wahlgang.
| Kandidat                                                                     | Partei                                  | Wahlkreis- stimmen | Stimmen- anteil |
| ---------------------------------------------------------------------------- | --------------------------------------- | ------------------ | --------------- |
| Guido Gentili                                                                | Trentiner Volkspartei                   | 5497               | 72,2 %          |
| Adone Tomaselli                                                              | Italienisch nationale Partei            | 1998               | 26,2 %          |
| Avancini                                                                     | Sozialdemokratische Partei des Trentino | 58                 | 0,8 %           |
|                                                                              | Tiroler Volksbund                       | 54                 | 0,7 %           |
| Sonstige                                                                     |                                         | 9                  | 0,1 %           |
| Wahlberechtigte: 10602, Ungültige/Leere Stimmen: 68, Wahlbeteiligung: 72,5 % |                                         |                    |                 |

### Reichsratswahl 1911
Die Reichsratswahl 1911 wurde am 13. Juni 1911 (erster Wahlgang) durchgeführt. Die Stichwahl entfiel auf Grund der absoluten Mehrheit von Guido Gentili im ersten Wahlgang.
| Kandidat                                                                       | Partei                                  | Wahlkreis- stimmen | Stimmen- anteil |
| ------------------------------------------------------------------------------ | --------------------------------------- | ------------------ | --------------- |
| Guido Gentili                                                                  | Trentiner Volkspartei                   | 3192               | 88,3 %          |
| Giovanni Pittacco                                                              | Sozialdemokratische Partei des Trentino | 379                | 10,5 %          |
| Sonstige                                                                       |                                         | 42                 | 1,2 %           |
| Wahlberechtigte: 10.978, Ungültige/Leere Stimmen: 123, Wahlbeteiligung: 34,0 % |                                         |                    |                 |